# Pygopleurus cyaneoviolaceus versicolor
Pygopleurus cyaneoviolaceus versicolor es una subespecie de coleóptero de la familia Glaphyridae.

## Distribución geográfica
Habita en Turquía.